# 段素隆
大理秉义帝段素隆，大理国第8代皇帝，属太宗段思良支系，是宣肃皇帝段素廉的侄子，段素英之孙，1023年—1026年在位。
1022年，段素廉卒，因素廉子已先卒，孙段素真尚幼，段素隆于是即位。翌年，改年号明通。段素隆似乎对政治很不感兴趣，在位4年后於天聖4年（1026年）宣布禅位为僧，法号梵通大师，开创了大理国君主禅位为僧的先例。段素隆出家無為寺。段素貞即位，封段素隆為「護國秉義大法王」。退位10餘年在宋朝慶曆年間（1041年-1048年）去世。国人敬其禅位之德，谥秉义皇帝。《三迤隨筆·秉義皇帝段素隆出家始末》記其終年八十四。《淮城夜语·秉義和尚》記「秉義正果於無為寺，時年五十四」。